# Сухин, Аскольд Аврамович
Аско́льд Авра́мович Сухи́н  (бел. Аскольд Аўрамавіч Сухін; 2 мая 1941 — 19 февраля 1994) — советский белорусский оперный певец (бас), заслуженный артист Белорусской ССР (1971).

## Биография
Родился 2 мая 1941 года в Архангельске. Окончил среднюю школу № 1 города Евпатория, поступил в Кишинёвский институт искусств по классу вокала. На вступительном экзамене исполнил арию варяжского гостя из оперы «Садко», который окончил в 1965 году. Во время учёбы исполнял басовые партии на сцене Государственного театра оперы и балета Молдавии.
С 1965 года — солист Ансамбля песни и танца Белорусского военного округа, с 1966 года — Государственного театра оперы и балета Беларуси.
В 1970 году оркестр Белорусского военного округа стал лауреатом конкурса штатных оркестров Вооружённых сил СССР, посвящённого 25-летию Победы: Сухин выступал на конкурсе в качестве солиста оркестра. В 1971—1973 годах выступал на сцене миланского театра «Ла Скала».
С 1980 года — солист Государственного комитета Белорусской ССР по телевидению и радиовещанию, в 1985—1990 годах — Крымской филармонии.
Выступал в Евпатории в театре имени Пушкина, городском Доме культуры и клубах санаторно-курортных учреждений города. Сухин мечтал открыть свою учебную вокальную студию в Евпатории, но не успел этого сделать при жизни. Скоропостижно скончался 19 февраля 1994 года.

## Творчество
Певческий голос — бас. Исполнял следующие партии:
- Мечик («Когда опадают листья» Ю. В. Семеняко)
- Мельник («Русалка» А. С. Даргомыжского)
- Дон Базилио («Севильский цирюльник» Дж. Россини)
- Борис Годунов («Борис Годунов» М. П. Мусоргского)
- Досифей («Хованщина» М. П. Мусоргского)
- Кончак и Владимир Ярославович («Князь Игорь» А. П. Бородина)
- Рене («Иоланта» П. И. Чайковского)
- Гремин («Евгений Онегин» П. И. Чайковского)
- Рамфис («Аида» Дж. Верди)
- Граф Монтероне («Риголетто» Дж. Верди)
- Командор («Дон Жуан» В. А. Моцарта)

В камерном репертуаре также были песни и романсы белорусских композиторов.

## Награды и звания
- Заслуженный артист Белорусской ССР (1971)[1][2]
- Лауреат международных конкурсов вокалистов в Праге (1967) и Софии (1968, золотая медаль)[6][2]
- Лауреат межреспубликанского конкурса вокалистов имени Язепса Витолса (1964)[6]